# Stowmarket
Stowmarket är en stad (market town) och en civil parish i Mid Suffolk i Suffolk i England. Orten har 14 830 invånare (2001).